# Вишневский, Иван Николаевич
Иван Николаевич Вишневский (26 мая 1938, Таборы, Житомирская область — 6 августа 2017, Киев) — советский и украинский учёный в области ядерной физики и энергетики, академик Национальной академии наук Украины (1995), Заслуженный деятель науки Украинской ССР (1986), лауреат Государственной премии Украины в области науки и техники (1999).

## Биография
Родился 26 мая 1938 года в с. Таборы Барановского района Житомирской области в крестьянской семье.
В 1960 году окончил физико-математический факультет Каменец-Подольского государственного педагогического института.
В 1960—1966 годах работал учителем физики в школах города Хмельницкого, ассистентом кафедры физики Каменец-Подольского государственного педагогического института, старшим преподавателем Хмельницкого филиала Украинского полиграфического института им. И. Фёдорова, служил в армии.
В марте 1966 г. поступил в аспирантуру Института физики АН УССР (Киев). Для дальнейшего обучения в марте 1967 года он был командирован в Институт теоретической и экспериментальной физики (Москва). После окончания аспирантуры в 1969 году получил направление на работу в Институт физики АН УССР, где работал на должностях инженера, младшего научного сотрудника.
В 1970 году перешёл на работу в новосозданный Институт ядерных исследований АН УССР (г. Киев) и в том же году защитил диссертацию на соискание учёной степени кандидата физико-математических наук. Работал на должностях старшего научного сотрудника, заведующего лабораторией, заведующего отделом. В 1978—1980 годах И. Н. Вишневского пригласили для научной работы в один из ведущих физических центров — Институт ядерной физики Общества Макса Планка (Гейдельберг, ФРГ).
В 1982 году защитил докторскую диссертацию, а летом 1983 года был назначен исполняющим обязанности директора Института ядерных исследований АН УССР. С марта 1984 по октябрь 2015 года И. Н. Вишневский был директором этого института, с октября 2015 года — почётным директором.
В 1990 году избран членом-корреспондентом АН УССР по специальности «Экспериментальная ядерная физика». Тогда же за цикл научных трудов «Возбуждение ядер при аннигиляции позитронов» учёный был удостоен премии Президиума АН УССР им. К. Д. Синельникова.
В 1995 году И. Н. Вишневский избран действительным членом НАН Украины по специальности «Атомная энергетика».
Умер 6 августа 2017 года в Киеве. Похоронен на Берковецком кладбище.

## Научная работа
Научные интересы И. Н. Вишневского охватывали широкий круг фундаментальных и прикладных проблем ядерной физики и атомной энергетики. За годы научной деятельности он опубликовал около 400 научных работ. Основные научные работы были посвящены исследованию возбуждённых состояний атомных ядер на пучках заряженных частиц и в радиоактивном распаде. В его работах открыто несколько сотен возбуждённых уровней во многих ядрах, определены их квантовые характеристики, установлены аномалии в процессах внутренней конверсии электронов. Впервые экспериментально установлены новые каналы распада ядра через «электронные мостики», существование тороидальных моментов в ядре; открыт новый эффект возбуждения ядер при аннигиляции позитронов.
И. Н. Вишневский лично и возглавляемый им Институт ядерных исследований НАН Украины сыграли выдающуюся роль в ликвидации последствий аварии на Чернобыльской АЭС. Выполнены полномасштабные трехмерные расчеты нейтронных и энергетических полей в разрушенном реакторе, проведено исследование ядерной безопасности объекта «Укрытие», определены уровни радиоактивного загрязнения, осуществлено физико-технический контроль состояния разрушенного блока, исследована миграция радионуклидов в окружающей среде и их переходы в биологические объекты, разработаны новые детекторы, приборы и системы для измерения радиоактивности и т. п.
При участии Ивана Николаевича и под его руководством в Институте ядерных исследований осуществлялся значительный объем работ по радиоэкологии и радиобиологии, развитию радиационных технологий.

## Награды
- В 1986 году присвоено почетное звание Заслуженный деятель науки Украинской ССР.
- В 1999 году присуждена Государственная премия Украины в области науки и техники за цикл научных работ «Закономерности и аномальные явления в ядерных процессах».
- В 2006 году отмечен орденом «За заслуги» III степени.

## Общественная деятельность
И. Н. Вишневский был председателем учёного совета Института ядерных исследований НАН Украины, председателем спецсовета по защите докторских и кандидатских диссертаций (среди его учеников 5 докторов и 14 кандидатов наук), членом бюро и заместителем академика-секретаря Отделения ядерной физики и энергетики, председателем научного совета НАН Украины по проблеме «Ядерная физика и энергетика», председателем научно-технического совета и членом коллегии Госатомрегулирования Украины, член научно-технического совета Министерства топлива и энергетики Украины, Украинского ядерного общества, Украинского физического общества, входил в состав редколлегий многих научных журналов.
В течение 10 лет И. Н. Вишневский входил в состав учёного совета Объединённого института ядерных исследований (Дубна, Россия), был членом Комитета по вопросам ядерной политики и экологической безопасности при Президенте Украины. С 1984 до 1992 года он возглавлял Межведомственный совет Украины по связям с МАГАТЭ, был официальным и уполномоченным представителем Украины на генконференциях МАГАТЭ, входил в совет управляющих МАГАТЭ (1990—1992 гг.). В 2009 году избран членом Национальной комиссии по радиационной защите населения Украины Верховной Рады Украины.
Значительное внимание И. Н. Вишневский уделял решению проблем ядерной энергетики, в частности продлению ресурса корпусов ядерных энергетических реакторов, исследованию влияния нейтронного облучения на конструкционные материалы, повышению ядерной безопасности реакторов АЭС. Он был одним из авторов «Стратегии развития атомной энергетики Украины до 2030 г.».